# Oskar Barnstorf
Oskar Barnstorf (* 8. Oktober 1878 in Hannover; † 18. September 1943 in Gehrden) war ein deutscher Architekt und kommunaler Baubeamter.

## Leben
Oskar Barnstorf studierte 1898–1899 zunächst an der Technischen Hochschule Hannover bei Karl Mohrmann, bei dem er 1899 als Werkstudent tätig war. Im selben Jahr wechselte Barnstorf bis 1902 an die Technische Hochschule Karlsruhe, um 1902 als Werkstudent „bei Schulze in Dortmund“ zu arbeiten.
1903 und 1904 war Barnstorf in Hannover Mitarbeiter des Architekten Ferdinand Eichwede, 1904–1906 in Kassel im Büro Fanghänel und Karst.
1906 war Barnstorf wieder in Hannover, tätig im hannoverschen Konsistorium und wieder bei Karl Mohrmann. Im selben Jahr trat Barnstorf in die Bauhütte zum weißen Blatt ein.
1910 stellte die Stadt Hannover Oskar Barnstorf als Stadtbaumeister ein, er wurde später zum Städtischen Baurat (Stadtbaurat) befördert. Im selben Jahr entwarf Barnstorf die neuromanische Kapelle anstelle eines älteren Vorgängerbaues auf dem Stadtfriedhof Engesohde.
Um 1914 entwarf Barnstorf in seiner Heimatstadt sein eigenes Wohnhaus auf dem Eckgrundstück Warmbüchenstraße 21 / Hedwigstraße im Stadtteil Südstadt: Das Gebäude schmückte er – als Bekenntnis zur Hannoverschen Bauhütte – „mit auffälliger Steinmetz- und Bauhüttensymbolik“.
Oskar Barnstorf, der auch durch den Entwurf von Sport- und Schulgebäuden hervortat, trat im Jahr des Beginns des Zweiten Weltkrieges in den Ruhestand. Er starb 1943 in Gehrden, im Jahr der schwersten Luftangriffe auf Hannover, durch die knapp 50 % der damaligen Stadt zerstört wurde.

## Bauten (unvollständig)

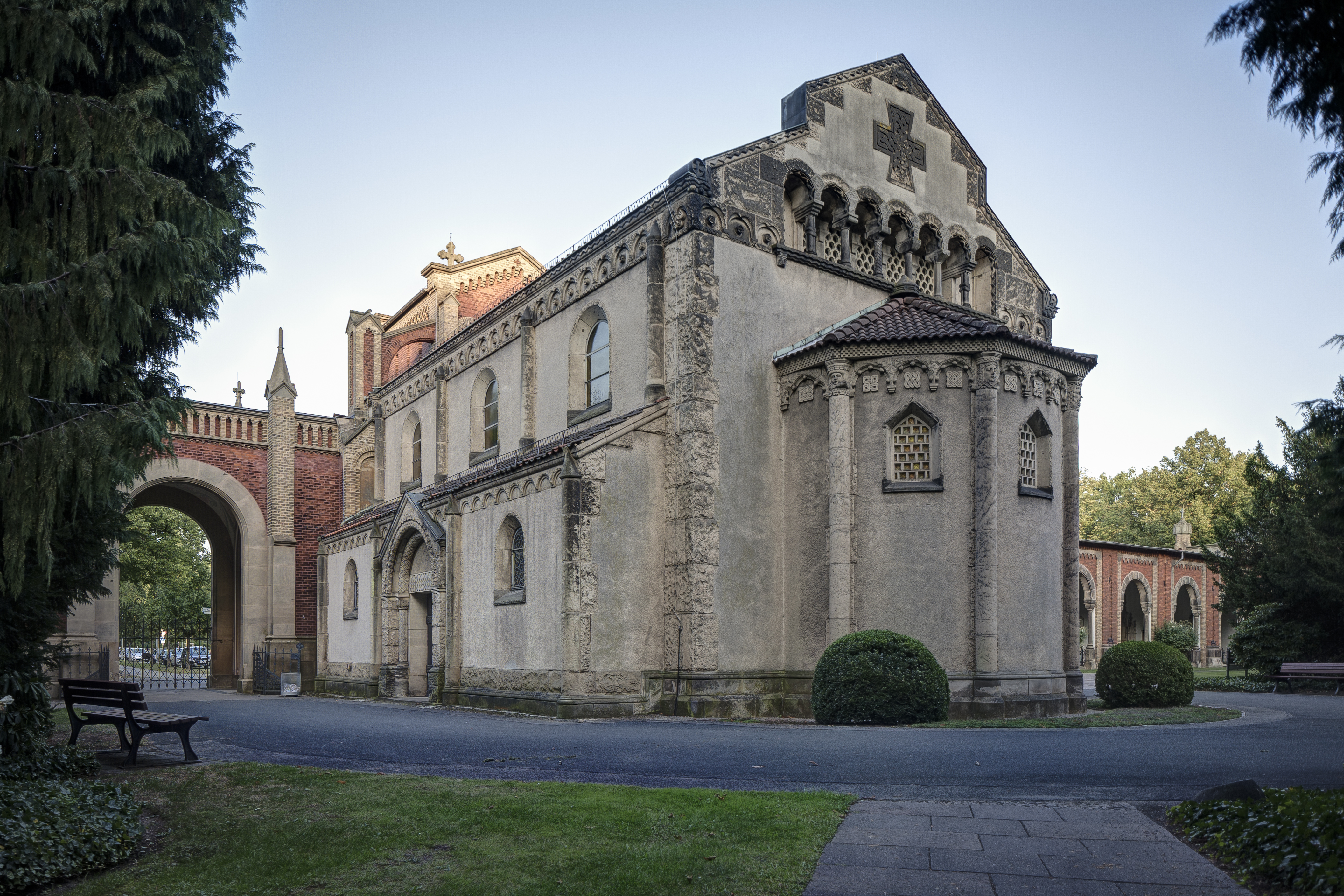
Kapelle auf dem Stadtfriedhof Engesohde

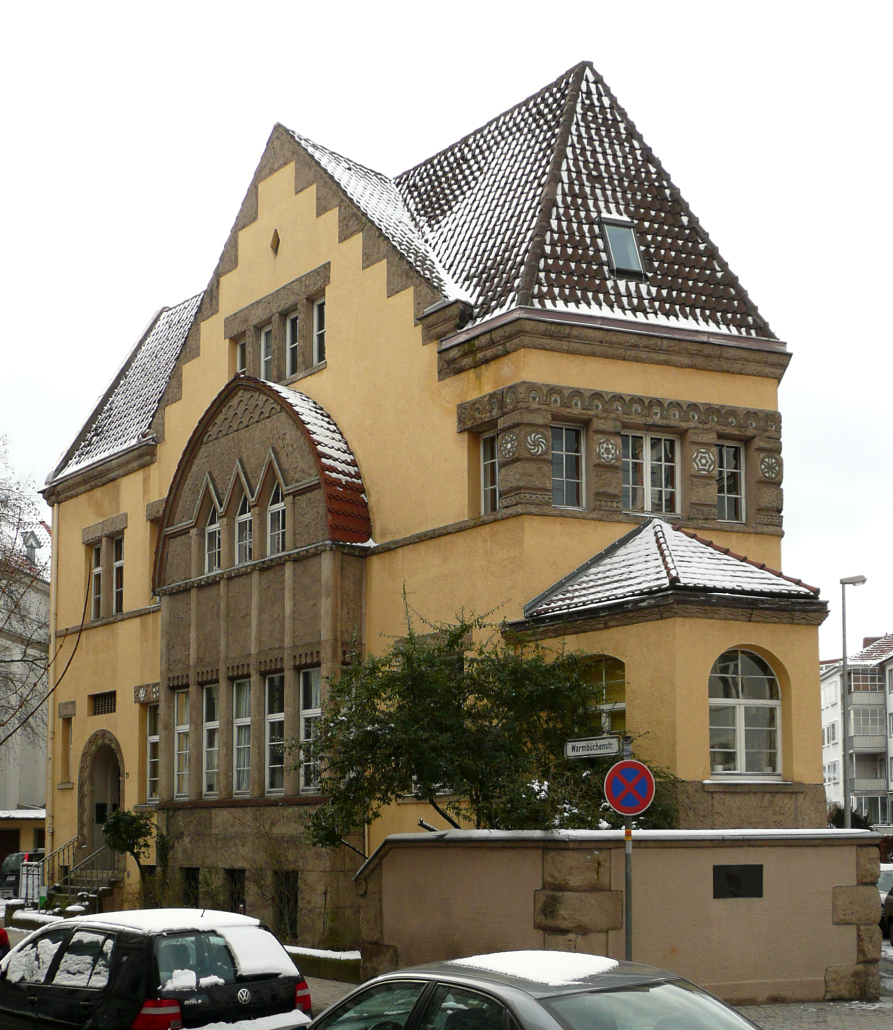
Um 1914 von Barnstorf errichtetes eigenes Wohnhaus Warmbüchenstraße 21

- 1910: Friedhofskapelle auf dem Stadtfriedhof Engesohde
in der Bauform einer neuromanischen Basilika mit 5/8-Apsis[4]
Der „Putzbau mit Haustein-Gliederung greift verspätet Jugendstil-Einflüsse auf und trägt gleichzeitig expressionistische Züge“.[7] Neben Tuffstein-Details finden sich Bauplastiken der Künstlerin Elsbeth Rommel.[4] Das Gebäude ist denkmalgeschützt.[5]
- um 1914: eigenes Wohnhaus Warmbüchenstraße 21 / Hedwigstraße[1]
„von besonderer städtebaulicher und architekturgeschichtlicher Bedeutung (…) auf spitzwinkligem Areal“, denkmalgeschützt[5]